# Laurent Heynemann
Laurent Heynemann (París, 9 de novembre de 1948) és un director de cinema i de televisió francès.

## Biografia
Antic ajudant de Bertrand Tavernier, s'especialitza en pel·lícules polítiques: parla de la batalla d'Alger a La Question, del terrorisme alemany a Il faut tuer Birgit Haas, de la Gestapo a Stella. Per a la televisió, va dirigir René Bousquet ou le Grand Arrangement, Un homme d'honneur sobre Pierre Bérégovoy, o Accusé Mendès France. A la Série Noire de dissabte a la nit del 1985, va adaptar la novel·la de Didier Daeninckx, Meurtres pour mémoire, que intersecta dues pàgines fosques de la història de França: la guerra d'Algèria i la Segona Guerra Mundial. També se li atribueix una adaptació de Frédéric Dard (La Vieille qui marchait dans la mer) i tres adaptacions de Maupassant per France 2: L'Héritage, Ce cochon de Morin i L'Assassin.
Marit de l'editora Marion Monestier, va ser elegit president de la Société des auteurs et compositeurs dramatiques (SACD) el juny de 2010.

## Filmografia

### Com a director
Cinema
- 1977: La Question amb Jacques Denis i Nicole Garcia
- 1979: Le Mors aux dents amb Jacques Dutronc, Michel Piccoli i Michel Galabru
- 1981: Il faut tuer Birgitt Haas amb Philippe Noiret et Jean Rochefort
- 1983: Stella amb Thierry Lhermitte, Nicole Garcia i Jean-Claude Brialy
- 1986: Les mois d'avril sont meurtriers amb François Berléand et Jean-Pierre Marielle
- 1990: Faux et Usage de faux amb Philippe Noiret i Robin Renucci
- 1991: La Vieille qui marchait dans la mer amb Jeanne Moreau i Michel Serrault
- 2001: Un aller simple amb Jacques Villeret, Barbara Schulz et Lorànt Deutsch
- 2019: Je ne rêve que de vous amb Hippolyte Girardot, Elsa Zylberstein i Philippe Torreton

Televisió
- 1985: Série noire : Meurtres pour mémoire amb Christophe Malavoy, Christine Boisson, Georges Marchal, François Berléand.
- 1985: Le Dernier Civil, amb Max von Sydow
- 1989: Ceux de la soif, amb Bruno Cremer et Mimsy Farmer
- 1989: Série noire : Main pleine
- 1992: La Place du père, amb Richard Anconina
- 1994: Cognacq-Jay, amb Christian Charmetant, Mathieu Carrière
- 1996: Cœur de cible, amb Francis Huster, Marianne Basler i José Garcia
- 1996: J'ai rendez-vous avec vous, amb Mireille Darc et François Berléand
- 1998: Deux flics, amb Daniel Ceccaldi i Pierre Cassignard
- 1999: Véga, amb Claude Brasseur
- 2001: Le Malade imaginaire de Molière, posada en escena Claude Stratz, Comédie-Française
- 2004: Quand la mer se retire, amb Cristiana Réali, Bruno Todeschini
- 2006: René Bousquet ou le Grand Arrangement, amb Daniel Prévost, Ludmila Mikaël i Michel Aumont
- 2007: L'Héritage, amb Eddy Mitchell, Chloé Lambert
- 2008: Ce cochon de Morin, amb Julien Boisselier, Didier Bénureau
- 2008: Un homme d'honneur, amb Daniel Russo et Dominique Blanc
- 2008: La Mort n'oublie personne, amb Malik Zidi et Judith Davis
- 2009: Boubouroche, amb Julie Depardieu
- 2010: Un gentilhomme, amb Daniel Russo
- 2010: Le Roi, l'Écureuil et la Couleuvre, amb Lorànt Deutsch i Thierry Frémont
- 2011: Accusé Mendès France, amb Bruno Solo
- 2011: L'Assassin, amb Pierre Palmade
- 2012: Pour toi j'ai tué, amb Natacha Régnier
- 2013: La grande peinture, amb Régis Laspalès i Philippe Chevallier
- 2013: La Rupture, amb Hippolyte Girardot i Grégori Dérangère[3]
- Médecins des hommes : episodi "La naissance: Le pays du soleil levant" (1988)
- L'Instit : Episodi "L'angélus du corbeau" (1995)
- Maigret : 
  - 2003 Maigret et la princesse
  - 2003 L'ami d'enfance de Maigret
  - 2004 Maigret et le clochard
  - 2004 Maigret en meublé

### Assistent de director
- 1973: L'Horloger de Saint-Paul de Bertrand Tavernier
- 1974: Les Violons du bal de Michel Drach
- 1975: Que la fête commence de Bertrand Tavernier
- 1975: Folle à tuer d'Yves Boisset

## Distincions
- Cavaller de la Legió d'Honor (14 de novembre de 2011.
- Comanador de l'Orde de les Arts i les Lletres el 2010.